# British Hockey League
British Hockey League var en ishockeyliga i Storbritannien mellan 1982 och 1996, då den ersattes av Ice Hockey Superleague och British National League. Den sponsrades av Heineken fram till 1993 och hette då Heineken League. Ligan ersatte tre regionala ligor, Inter-City League i södra England, English League North i norra England och Northern League i Skottland.
British Hockey League bytte format flera gånger. Översta divisionen, Premier Division bildades 1983 och en andradivision, Division One 1986. Den senare delades upp i North Conference och South Conference under säsongerna 1987/88 och 1993/94. En tredje division, Division Two bildades 1987, säsongen därefter döptes den om till English Division One och lämnade ligan 1992.

## Mästare
- 1982/83 Dundee Rockets
- 1983/84 Dundee Rockets
- 1984/85 Durham Wasps
- 1985/86 Durham Wasps
- 1986/87 Murrayfield Racers
- 1987/88 Murrayfield Racers
- 1988/89 Durham Wasps
- 1989/90 Cardiff Devils
- 1990/91 Durham Wasps
- 1991/92 Durham Wasps
- 1992/93 Cardiff Devils
- 1993/94 Cardiff Devils
- 1994/95 Sheffield Steelers
- 1995/96 Sheffield Steelers